# 阿巴斯·阿拉格齐
賽義德·阿巴斯·阿拉格齐（波斯語：سید عباس عراقچی，讀音ⓘ 波斯語發音：[ʔæbˌbɒːse æɾɒːˈɢtʃi]，1960年12月5日—），伊朗外交家，政治家，2024年8月起担任伊朗外交部长。阿拉格齐曾任外交部发言人，驻芬兰和驻日本大使。